# Катастрофа A300 в Нагої
Катастрофа A300 в Нагої — велика авіаційна катастрофа, що сталася у вівторок 26 квітня 1994 року. Пасажирський авіалайнер Airbus A300B4-622R тайванської авіакомпанії China Airlines виконував плановий рейс CI 140 (позивний — Dynasty 140) за маршрутом Тайбей — Нагоя, але при заході на посадку в Нагої втратив управління і впав на землю біля торця ЗПС аеропорту Комакі. З 271 людини (256 пасажирів і 15 членів екіпажу), що знаходилися на його борту, вижили всього 7, всі отримали поранення.
На 2022 рік катастрофа рейсу CI 140 (за кількістю загиблих) посідає 1-ше місце в історії авіакомпанії China Airlines (при цьому, випереджаючи катастрофу Boeing 747 над Тайванською протокою, 225 загиблих), 2-ге серед тих, що сталися на території Японії (після катастрофи Boeing 747 під Токіо, 520 загиблих) і 3-тє в історії літака Airbus A300 (після катастроф у Нью-Йорку, 265 загиблих та над Перською затокою, 290 загиблих).

## Літак

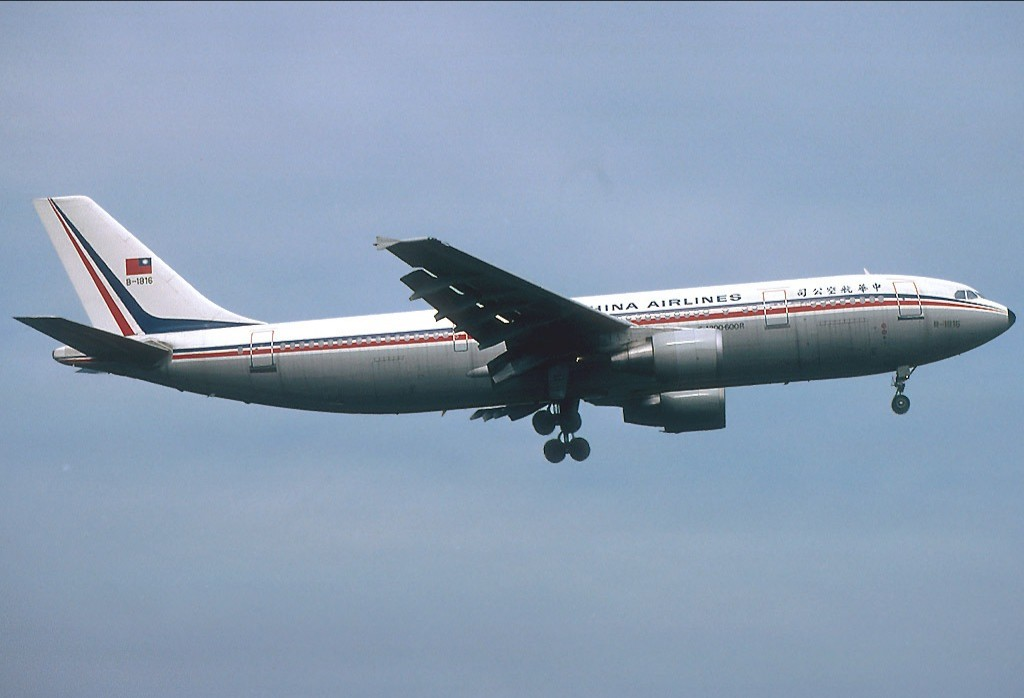
Літак, що зазнав катастрофи, за 3 роки і 6 місяців до неї в гонконзькому аеропорті Кайтак.

Airbus A300B4-622R (реєстраційний номер B-1816, серійний 580) був випущений у 1990 році (перший політ здійснив 30 жовтня під тестовим б/н F-WWAK). 2 лютого 1991 року літак був переданий авіакомпанії China Airlines. Оснащений двома турбовентиляторними двигунами Pratt & Whitney PW4158. На день катастрофи здійснив 3910 циклів «зліт — посадка» та налітав 8572 години 12 хвилин.

## Екіпаж і пасажири
Літаком керував досвідчений екіпаж, склад якого був таким:
- Командир повітряного судна (КПС) — 42-річний Ван Леці. Досвідчений пілот, пропрацював в авіакомпанії China Airlines 5 років та 2 місяці (з 1 лютого 1989 року). На посаді пілота з 1 липня 1991 року на командира Airbus A300-600R був кваліфікований 31 липня 1992 року. Налітав 8340 годин 19 хвилин, 1350 годин 27 хвилин їх на Airbus A300-600R.
- Другий пілот — 26-річний Чжуан Менжун. Досвідчений пілот, пропрацював в авіакомпанії China Airlines 4 роки та 10 днів (з 16 квітня 1990 року). На посаді пілота з 5 вересня 1992 року, другого пілота Airbus A300-600R був кваліфікований 29 грудня 1992 року. Налітав 1624 години 11 хвилин, 1033 години 59 хвилин їх на Airbus A300-600R.

У салоні літака працювало 13 бортпровідників.
| Громадянство | Пасажири | Екіпаж | Всього |
| ------------ | -------- | ------ | ------ |
| Тайвань      | 63       | 15     | 78     |
| Японія       | 153      | 0      | 153    |
| Філіппіни    | 1        | 0      | 1      |
| Китай        | 39       | 0      | 39     |
| Всього       | 256      | 15     | 271    |

## Розслідування
Розслідування причин катастрофи рейсу CI 140 проводила Японська рада з безпеки на транспорті (JTSB).
Остаточний звіт розслідування було опубліковано 19 липня 1996 року.
Відповідно до звіту, причиною катастрофи стали численні помилки екіпажу. Також з'ясувалося, що в обох пілотів був малий досвід управління Airbus A300 — другий пілот керував лише невеликими літаками, а КПС мав великий досвід управління Boeing 747 перших модифікацій, але кілька місяців тому був переведений на Airbus A300. Оскільки China Airlines не мав льотного симулятора Airbus A300, командира навчали на симуляторі, який був налаштований по-іншому — зокрема, автопілот на ньому відключався шляхом докладання тиску до контрольного гудка.

## Наслідки катастрофи
- 3 травня 1994 року Головне управління цивільної авіації Китайської Республіки (CAA)[en] видало авіакомпанії China Airlines розпорядження про зміну автопілотів на всіх літаках з наступними повідомленнями про внесення змін.
- 7 травня того ж року CAA випустила розпорядження для всіх китайських авіакомпаній щодо надання додаткових навчань та повторних оцінок знань для пілотів Airbus A300-600R.
- Авіакомпанія China Airlines на знак поваги до екіпажу та пасажирів рейсу 140 змінила номер рейсу Тайбей — Нагоя з CI 140/141 на CI 150/151.

## Культурні аспекти
- Катастрофа рейсу 140 China Airlines показана у 18 сезоні канадського документального телесеріалу Розслідування авіакатастроф у серії Небезпечний маневр.
- Також вона згадується у книзі І. А. Муромова «100 великих авіакатастроф» у розділі Аеробус А-300 розбився під час посадки.

## Аналогічні катастрофи
- Катастрофа Boeing 737 у Казані